# Polanco (Cantabrië)
Polanco is een gemeente in de Spaanse provincie Cantabrië in de regio Cantabrië met een oppervlakte van 13 km². Polanco telt 5.794 inwoners (1 januari 2016).

## Demografische ontwikkeling
Bron: INE, 1857-2011: volkstellingen